# Dekanat Knurów
Dekanat Knurów – jeden z 37 dekanatów katolickich w archidiecezji katowickiej. W jego skład wchodzą następujące parafie:
- Parafia NMP Królowej Aniołów w Chudowie
- Parafia Matki Bożej Szkaplerznej w Gierałtowicach
- Parafia św. św. Cyryla i Metodego w Knurowie
- Parafia Matki Bożej Częstochowskiej w Knurowie
- Parafia św. Antoniego z Padwy w Krywałdzie (Knurów)
- Parafia św. Urbana w Paniówkach
- Parafia św. Jana Nepomucena w Przyszowicach
- Parafia NMP Królowej Świata w Szczygłowicach (Knurów)
- Parafia św. Mikołaja w Wilczy